# Ana Free
 (novembre 2023).
Ana Free (née le 29 juin 1987 à Cascais, Portugal), de son vrai nom Ana Gomes Ferreira, est une chanteuse portugaise devenue populaire via le site de partage de vidéos YouTube.

## Biographie
En 2008, elle a obtenu son diplôme en économie à l'université du Kent.
Elle tente parallèlement une carrière musicale.
Elle a un frère aîné et est la fille d’un père portugais et d’une mère anglaise.
Elle s’est fait connaître en 2007 sur YouTube en partageant ses vidéos de chant.
Cette renommée a conduit Ana à commencer à se produire pour des stations de radio portugaises telles que Rádio Clube Portuguese et Antena 2007.

## Partenariats
En 2013, elle participe à une campagne publicitaire pour la Volkswagen Beetle cabriolet.

## Discographie

### Singles
| Singles                                        | Année | Charts portugais |
| ---------------------------------------------- | ----- | ---------------- |
| No Other Way (from debut album "TOGETHER")     | 2013  | 1                |
| Electrical Storm (from debut album "TOGETHER") | 2012  | 1                |
| Girlfriend                                     | 2012  | 1                |
| Playgrounds and Kisses                         | 2010  | 1                |
| Questions in My Mind                           | 2010  | 4                |
| Self Inflicted                                 | 2009  | 2                |
| Keep on Walking                                | 2009  | 2                |
| In My Place                                    | 2008  | 1                |